# Dimitris Lyacos
Dimitris Lyacos (en griego: Δημήτρης Λυάκος; nacido el 19 de octubre de 1966) es un poeta y dramaturgo griego contemporáneo Es el autor de la trilogía Poena Damni. Reconocida por su estilo desafiante y la combinación de elementos vanguardistas de temáticas procedentes de la tradición literaria con elementos del rito, religión, filosofía y antropología, la obra de Lyacos examina de nuevo la gran narrativa en el contexto de algunos de los princípios fundamentales del Canon Occidental. Poena Damni fue escrito a la largo de un período de treinta años y durante este tiempo cada libro fue revisado y publicado en diferentes ediciones y estructurado según un grupo de conceptos como el del chivo expiatorio, la búsqueda, el regreso de los muertos, la redención, el sufrimiento físico y la enfermedad mental. Los personajes de Lyacos se encuentran a una cierta distancia de la sociedad como si fueran fugitivos, como el narrador en Z213: Exit, marginados en una tierra distópica como los personajes de Con los Hombres desde el Puente, o abandonado como el protagonista de La Primera Muerte cuya lucha para sobrevivir se desarrolla en una isla desierta. En general, la trilogía ha sido interpretada como una “alegoría de la desdicha” junto a obras de autores como Gabriel García Márquez y Thomas Pynchon.
Lyacos se cuenta entre los diez autores posmodernos más importantes del siglo XXI y su obra ha sido mencionada con frecuencia para un Premio Nobel de Literatura.

## Vida
Lyacos nació y creció en Atenas donde estudió Derecho. De 1988 a 1991 vivió en Venecia. Sucesivamente se trasladó a Londres en 1992. Allí estudió filosofía en la University College London con los filósofos analíticos Ted Honderich y Tim Crane especializándose en Epistemología y Metafísica, Filosofía de la Grecia clásica y Wittgenstein. En 2005 se mudó a Berlín. Actualmente está domiciliado en Berlín y Atenas.

## Carrera
En 1992, Lyacos empezó a definir una trilogía bajo el título colectivo de Poena Damni, refiriéndose al juicio más duro que las almas condenadas en el Infierno deben soportar: la pérdida de la visión de Dios. La trilogía se ha desarrollado gradualmente como un “trabajo en progreso” durante treinta años.  La tercera parte (La Primera Muerte) apareció primero en griego (Ο πρώτος θάνατος) y luego fue traducido al inglés, español y alemán. La segunda parte que lleva el título “Nyctivoe” fue publicada inicialmente en griego y alemán y en 2005 también en inglés. Esta obra fue sustituida en 2014 por una nueva versión con el título Con los Hombres desde el Puente.

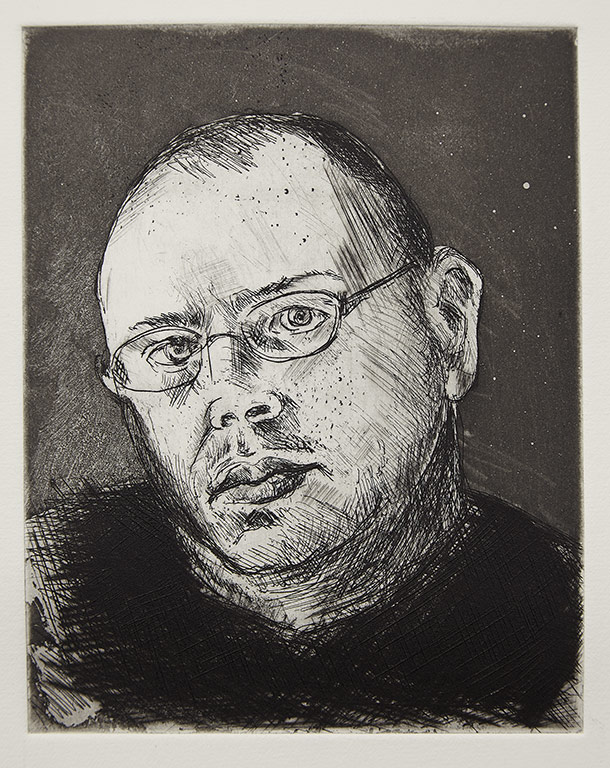
Dimitris Lyacos by Walter Melcher

Muchos artistas han convertido la obra de Lyacos en diferentes formas artísticas. La artista austríaca Sylvie Proidl, en 2002 presentó en Viena una serie de pinturas. En 2004, una instalación de esculturas y sonidos creada por el escultor Fritz Unegg y el productor de BBC Piers Burton-Page fue de gira por Europa. En 2005 el artista visual austriaco Gudrun Bielz presentó un video artístico inspirado por Nyctivoe. La Compañía de Baile Myia, desde 2006 hasta 2009, realizó en Grecia una versión de Nyctivoe con un baile contemporáneo. En 2013 fue presentada por los compositores griegos Maria Aloupi y Andreas Diktyopoulos una versión musical y teatral de Z:213 Exit, actuada por Das Neue Ensemble y el actor griego Dimitris Lignadis.
Dimitris Lyacos fue Huésped Internacional junto a Les Murray en el Festival Internacional de Poesía que tuvo luguar en Aberystwyth, Gales, en 1998. A partir de entonces ha organizado conferencias y se han realizado muchas lecturas de su obra en varias Universidades del mundo, incluso Oxford, Trieste, Hong Kong y Nottingham. Además es Miembro Honorario del Programa Internacional de Escritura de la Universidad de Iowa. Es uno de los autores griegos más recientes en haber conseguido reconocimientos internacionales.  Poena Damni ha sido la obra literaria griega más revisada en el mundo de las últimas décadas y Poena Damni, sin duda, el libro más vendido de la poesía griega contemporánea traducida al inglés.

## Poena Damni

### Resumen/Contexto
La trilogía parece pertenecer al género de la poesía trágica y del drama épico aunque al mismo tiempo claramente posmoderna. Homero, Esquilo y Dante  impregnan toda la obra así como los temas más oscuros de la poesía romántica junto al simbolismo, al expresionismo y a un intenso interés religioso y filosófico. Poena Damni, a pesar de sus rasgos posmodernos, ha sido relacionado más bien con la elevada tradición modernista de James Joyce y Virginia Woolf. La primera de las tres piezas, Z213: Exit (Z213: ΕΞΟΔΟΣ), cuenta de la fuga de un hombre de una ciudad vigilada y de su viaje por tierras que parecen a la vez sueños y pesadillas. En el segundo libro, Con los Hombres desde el Puente (Με τους ανθρωπους απο τη γεφυρα), el protagonista de Z213: Salida se convierte en el Narrador principal que aparece como espectador de una actuación improvisada que tiene lugar bajo los arcos de una estación de trenes abandonada. El tercer libro, La Primera Muerte (Ο Πρώτος Θάνατος), empieza con un hombre abandonado en una isla rocosa y cuenta en detalle sus esfuerzos para sobrevivir así como la desintegración de su cuerpo y la disolución de sus bancos de memoria.

### Estudio de la obra

Poet Lyacos with a beater. Yiannis Melanitis, oil painting on prepared wooden panel, 104 x 39,2 cm, 2012-13

Es difícil clasificar la obra ya que cruza los comunes límites del género. A menudo adquiere formas narrativas, mezclando poesía y prosa, y al mismo tiempo se mueve desde la dramática representación de los personajes y de la situación en Con los Hombres desde el Puente hasta una lírica poética muy fuerte para describir la desintegración y la eventual apoteosis del cuerpo en La Primera Muerte. Son explotadas todas las posibilidades de divergencias entre el mundo exterior que nosotros percibimos y el de manera objetiva; el lector sigue la corriente irregular de los monólogos interiores derivados de hechos que ocurren en el mundo exterior y que al final serán vistos como un reflejo en la superficie de pensamientos y sentimientos de la mente del protagonista. Sin embargo, los cuerpos de los personajes y la situación física de sus vidas son presentados con impactante seriedad con el objetivo de crear una realidad alternativa o revelar una dimensión oculta del mundo. Desde esta perspectiva, la obra ha sido interpretada como una forma de “surfiction”  por lo cual el mundo descrito en la trilogía deja un espacio abierto para que el lector aporte su propia versión interior.

### Z213: Exit
Z213: Exit, escrito en forma ficticia de diario, es el relato de un hombre desconocido que registra sus experiencias a lo largo de un viaje en tren por una tierra ignota. El hombre ha sido puesto en libertad -o se ha escapado- después de un período de internamiento elípticamente descrito en su diario con reminiscencias de un hospital, una cárcel, un gueto o un enclave. Sus posteriores andanzas por paisajes desolados al borde de la realidad se sitúan en un ambiente muy detallado y en algún modo kafkiano. A lo largo del camino, el protagonista indaga profundamente en la que parece ser una misión casi religiosa mientras, al mismo tiempo, su sensación creciente de ser perseguido introduce un elemento de suspense y calidad como en las películas noir. Por lo tanto el texto se basa en la metafísica pero recuerda también una novela policíaca de 1940 sobre un detective privado de L.A. que estaba muy cerca de un descubrimiento extraordinario. Z213: Exit termina con la descripción de un sacrificio en el que el protagonista y “personas hambrientas haciendo un banquete” cocinan un cordero en el asador, cortando y desollando su cuerpo que aún echaba balidos y quitando sus entrañas como si estuvieran respetando un rito sagrado.

### Con los Hombres desde el Puente
Con los Hombres desde el Puente se basa en la historia de un personaje muy parecido al demoníaco Gerasene del Evangelio de Marco; vive en un cementerio, es atormendado por los demonios y se hiere con piedras. Entra en el sepulcro de su amante muerta para intentar abrir el ataúd en el que ella parece recostada en un estado físico no afectado por la decomposición y la urgencia de su deseo se refleja en su cuerpo frío devolviéndole la vida. La tumba se convierte en un “lugar bonito e íntimo”  para los amantes que aún son capaces de abrazarse.
La obra relata, según una narración multiperspectiva, una historia basada en el tema del regreso de los muertos, mediante él utilizó la primera persona por cuenta de otros cuatro personajes: un hombre poseído por los demonios trata de resuscitar a su amante pero acaba uniéndose a ella en la tumba. La acción se desarrolla en un contexto que recuerda una fiesta de los muertos así como una epidemia de vampiros. Hay claras alusiones a la tradición Cristiana y a la escatología y la pieza resulta ser una contemplación conjunta de la salvación colectiva que no encuentra una solución final después de un último cambio narrativo.

### La Primera Muerte
En La Primera Muerte se le niega un lugar al cuerpo mutilado que es destrozado por las rocas y que padece un constante deterioro, físico y mental, así como la desarticulación de los mecanismos mentales. El vínculo que asegura la vida entre la persona y el cuerpo todavía persiste, y “en ese punto sin materia/donde el mundo colisiona y se larga”  las pulsiones mecánicas del cosmo se ponen en marcha y lanzan otra vez al espacio esta sustancia irreducible – causando, quizás, una futura regeneración.

## Ulteriores lecturas
- Una selección de extractos de Poena Damni en la revista Kopek traducida al español por Luis Miguel Isava.

https://www.revistakopek.com/poesia/poena-damni-de-dimitris-lyacos/
- Una selección de extractos de Poena Damni en la revista Kopek traducida al español por Luis Miguel Isava.

```
   
https://poesia.uc.edu.ve/dimitris-lyacos/
```

- Reseña de la trilogía Poena Damni en el Cleaver Magazine

```
   
http://www.cleavermagazine.com/poena-damni-trilogy-by-dimitris-lyacos-reviewed-by-justin-goodman/
```

- Toti O' Brien entrevista a Dimitris Lyacos, Revista The Common Verano 2024.